# Paluvai
Paluvai is een census town in het district Thrissur van de Indiase staat Kerala. 

## Demografie
Volgens de Indiase volkstelling van 2001 wonen er 7206 mensen in Paluvai, waarvan 45% mannelijk en 55% vrouwelijk is. De plaats heeft een alfabetiseringsgraad van 84%. 